# Station Lemförde
Station Lemförde (Bahnhof Lemförde) is een spoorwegstation in de Duitse plaats Lemförde, in de deelstaat Nedersaksen. Het station ligt aan de spoorlijn Wanne-Eickel - Hamburg. Het station telt twee perronsporen.

## Treinverbindingen
De volgende treinserie doet station Lemförde aan:
| Serie | Treinsoort                       | Route                                                                                    | Bijzonderheden                                              |
| ----- | -------------------------------- | ---------------------------------------------------------------------------------------- | ----------------------------------------------------------- |
| RE 9  | Regional-Express (DB Regio Nord) | (Bremerhaven-Lehe – Bremerhaven Hbf – ) Bremen Hbf – Diepholz – Lemförde – Osnabrück Hbf | Rijdt 1x per twee uur tussen Bremerhaven-Lehe en Bremen Hbf |

Merkwaardig is, dat de gemeente Lemförde eigenaresse van het stationsgebouw is, terwijl het kadastraal ligt in de gemeente Stemwede (Noordrijn-Westfalen).